# District de Wuzhong
Pour les articles homonymes, voir Wuzhong (homonymie).
Le district de Wuzhong (吴中区 ; pinyin : Wúzhōng Qū) est une subdivision administrative de la province du Jiangsu en Chine. Il est placé sous la juridiction de la ville-préfecture de Suzhou.